# Dworcowa ballada
Dworcowa ballada – film z 2002 roku będący pierwotną wersją powstałego rok później filmu "Dzieci z Leningradzkiego" Film uzyskał nominację Oskara w 2005 r.
Film jest dokumentalnym zapisem codziennego życia rosyjskich dzieci ulicy. Kamera podgląda małych uciekinierów z domów dziecka, wegetujących na moskiewskich dworcach i stacjach metra. 

## Historia powstania filmu
"Dworcowa ballada" zrealizowana została przez Andrzeja Celińskiego na zamówienie prowadzonej przez Hannę Polak organizacji charytatywnej "Active Child Aid". Zdjęcia do filmu robiło dziewięciu operatorów i trwały z przerwami przez ponad dwa lata. Około połowy ujęć powstało dzięki filmowaniu ukrytą kamera. Ekipa filmowa kilkakrotnie została zatrzymana na posterunku milicji "Basmannyj", gdzie starannie kasowano materiał nagrany wysiłkiem rosyjskich, polskich i niemieckich operatorów. Filmowano na śmietnikach, strychach, maszynowniach wind, piwnicach, kanałach, dworcach, tunelach, podziemnych przejściach, stacjach metra, kolejkach, pociągach, ruinach domów - wszędzie gdzie żyją bohaterowie filmu. 